# José María Espinasa
José María Espinasa Yllades (Ciudad de México, 15 de octubre de 1957), conocido como José María Espinasa, es un poeta, ensayista, periodista, editor y crítico mexicano-español. Es conocido por sus estudios de cine y literatura en la UNAM. Fue profesor, periodista y editor. Ha sido asesor de difusión cultural y jefe de relaciones culturales del departamento de publicaciones y del departamento de actividades literarias de la Universidad Autónoma Metropolitana; fue asistente de programación de actividades culturales de la Universidad Autónoma  Metropolitana-Azcapotzalco; miembro del consejo de redacción de Intolerancia; ha dirigido las revistas Nitrato de Plata y La Orquesta; editor de Nueva Época; secretario de redacción de Tierra Adentro, Casa del Tiempo y La Jornada Semanal.
Fundó y dirigió durante dos años el suplemento Ovaciones en la Cultura, periódico para la cual realizó las enciclopedias deportivas Mundial de Futbol I, Mundial de Futbol II y Olimpiadas. Director de Ediciones sin Nombre, S.A. de C.V. Fue coordinador de producción editorial en El Colegio de México. Colaborador de Intolerancia, Casa del Tiempo y La Jornada Semanal, La Orquesta, Nitrato de Plata, Novedades, Nueva Época, Vuelta y Tierra Adentro.[cita requerida]
Fue parte del Sistema Nacional de Creadores del Consejo Nacional para la Cultura y las Artes. En 1995 ingresó al Sistema Nacional de Creadores de Arte.[cita requerida]

## Obra

### Ensayos
- Hacia el otro (1990)
- El cine de Marguerite Duras (1995)
- El tiempo escrito (1995)
- Roberto Gavaldón, director de cine (1997)
- Temor de Borges. Paseos por la poesía argentina contemporánea (2003)
- Actualidad de contemporáneos (2009)
- El Bailarín de tap (2011)

### Poesía
- Son de cartón (1979)
- Cronologías (1980)
- Aprendizaje (1981)
- Triga (colectivos) (1982)
- Cuerpos (1988)
- Cartografías (1989)
- Piélago (1990)
- El gesto disperso (1994)
- La piel olvida (1996)
- Escritos en un muro de aire (2003)
- Sobre un muro de aire (2006)
- Al sesgo de su vuelo (2009)
- Piélago (2014)